# 達拉斯 (奧勒岡州)
達拉斯（Dallas, Oregon）位於美國奧勒岡州，是波爾克縣的縣治，人口16,854人。達拉斯位於奧勒岡州首府塞勒姆西方約24公里。

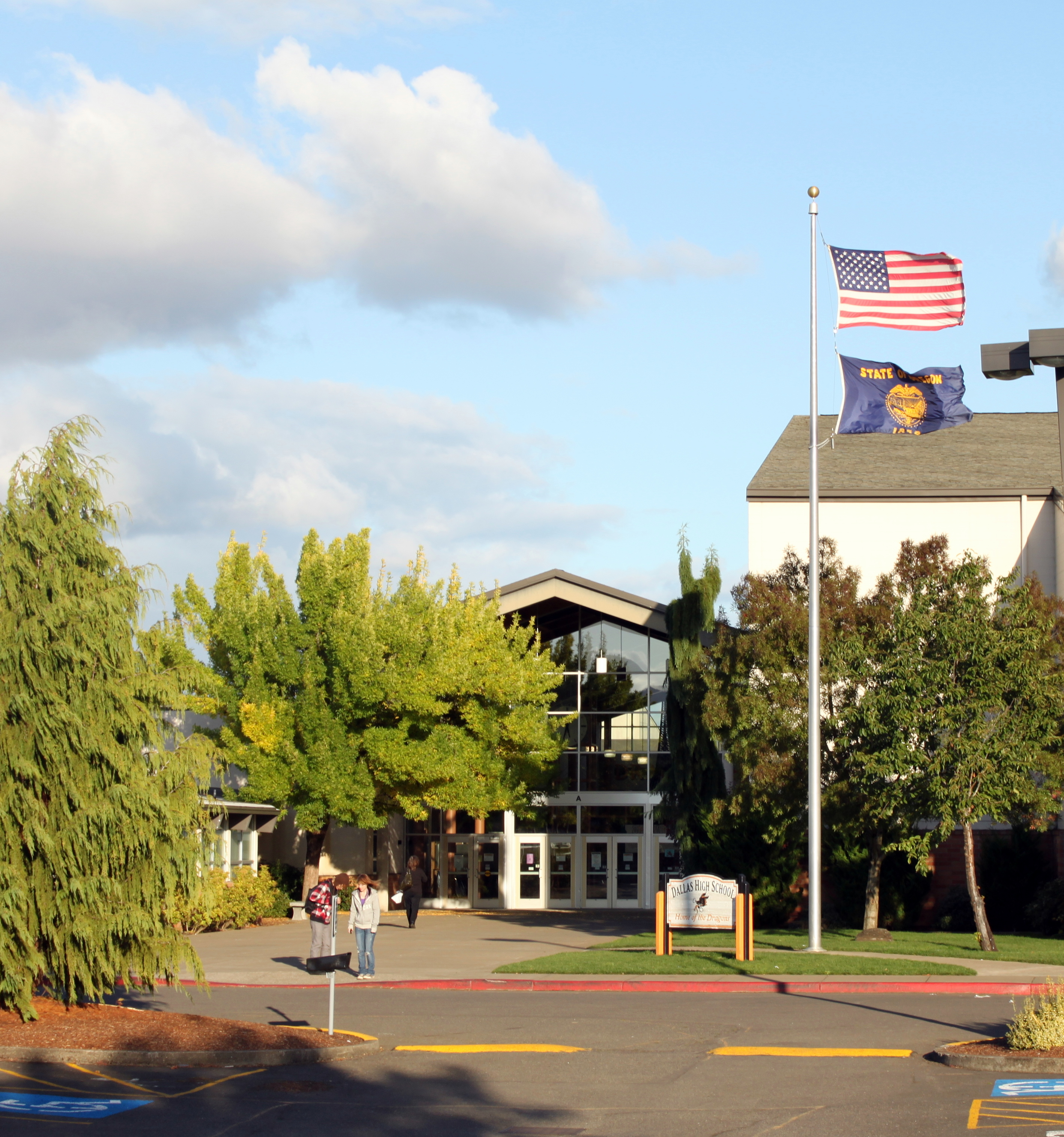
達拉斯高中